# Heute Abend wollen wir tanzen geh'n
Chansons représentant l'Allemagne au Concours Eurovision de la chanson
Für zwei Groschen Musik
(1958) Bonne nuit ma chérie
(1960)
Heute Abend wollen wir tanzen geh'n (en français, Ce soir, nous voulons aller danser) est la chanson représentant l'Allemagne au Concours Eurovision de la chanson 1959. Elle est interprétée par les sœurs Kessler.
La chanson est la sixième de la soirée, suivant Een beetje interprétée par Teddy Scholten pour les Pays-Bas et précédant Augustin interprétée par Brita Borg pour la Suède.
À la fin des votes, la chanson obtient 5 points et finit 8e sur 11 participants.

## Source de la traduction
- (en) Cet article est partiellement ou en totalité issu de l’article de Wikipédia en anglais intitulé « Heute Abend wollen wir tanzen geh'n » (voir la liste des auteurs).